# Svetlana Rodina Ljungkvist
Svetlana Rodina Ljungkvist, född 29 november 1958 i Ivanovo i Ryssland, är en rysk-svensk skådespelare.

## Biografi
Rodina Ljungkvist studerade vid MXAT, Moskvas Konstnärliga Teaters Teaterhögskola, och gjorde sin debut på Konstnärliga Teatern i Moskva. Hon har också arbetat på Teater Pusjkin i Moskva där hon bland annat medverkat i "Solens barn" av M. Gorkij och i flera roller i pjäser av klassiska och moderna dramatiker, både ryska och utländska.
I Ryssland har hon medverkat i många filmer bland annat med huvudroller i till exempel "Möte", "Affärsresa" (fått första pris i kategorin kvinnlig huvudroll på filmfestival), "Uncensored Memories" och många andra. I Sverige har Svetlana Rodina Ljungkvist bland annat spelat huvudrollen i kortfilmen Paradiset, och även medverkat i Sandor Slash Ida, Molanders samt Hundraettåringen som smet från notan och försvann.
Svetlana Rodina Ljungkvist har också arbetat på Teaterhögskolan i Stockholm som adjunkt i scenframställning.
Rodina Ljungkvist grundade Scenskolan på Folkuniversitetet och var där verksam som konstnärlig ledare och regissör. Som regissör gjorde hon flera föreställningar, bland dem "Brott och Straff" av F Dostojevskij, "Bröllopet", "Onkel Vanja", "Måsen" av Anton Tjechov och "VD" av Stig Larsson.
Hon har arrangerat ett antal Masterclass/Workshops i Moskva med svenska studenter och pedagoger i samarbete med Moskvas Konstnärliga Teaters Teaterhögskola och med stöd från Svenska Institutet.